# Ashley Cariño
Ashley Ann Cariño Barreto (sinh ngày 3 tháng 8 năm 1994) là một người mẫu và hoa hậu người Hoa Kỳ gốc Puerto Rico đã đăng quang Hoa hậu Hoàn vũ Puerto Rico 2022. Cô đại diện cho Puerto Rico tại Hoa hậu Hoàn vũ 2022.
Trước đó, cô đã chiến thắng Hoa hậu Florida Hoa Kỳ 2021 và đại diện cho Florida tại Miss USA 2021, nơi cô được trao ngôi vị Á hậu 2.

## Tiểu sử
Cariño sinh ra ở Kissimmee và mẹ cô là bà Olga Arline Barreto đã tham gia các cuộc thi sắc đẹp ở Puerto Rico. Năm 2000, cô và gia đình chuyển từ Puerto Rico đến Kissimmee. Năm 2012, cô tốt nghiệp trường Trung học Chuyên nghiệp và Kỹ thuật ở Kissimmee. Giữa đại dịch coronavirus mới (COVID-19) từ năm 2020 đến năm 2021, cô đã làm việc như một nhà phục hồi xã hội với một chuyên gia hành vi địa phương trong khi theo học ngành kỹ thuật hàng không vũ trụ tại Đại học Trung tâm Florida ở Orlando.

## Các cuộc thi sắc đẹp

### Miss USA 2021
Vào ngày 29 tháng 11 năm 2021, Cariño đại diện cho Florida tại Miss USA 2021 và cạnh tranh với 51 ứng cử viên khác tại Nhà hát Paradise Cove, River Spirit Casino Resort ở Tulsa, Oklahoma. Cô là Á hậu 2 cho Elle Smith của Kentucky. 

### Hoa hậu Hoàn vũ Puerto Rico 2022
Vào ngày 11 tháng 8 năm 2022, Cariño đại diện cho Fajardo tại Hoa hậu Hoàn vũ Puerto Rico 2022 và cạnh tranh với 28 ứng cử viên khác tại Trung tâm Nghệ thuật Biểu diễn Luis A. Ferré ở San Juan. Cô đã giành được danh hiệu và thành công bởi Michelle Colón.

### Hoa hậu Hoàn vũ 2022
Cariño đại diện Puerto Rico tại Hoa hậu Hoàn vũ 2022. Cô lọt vào Top 5 chung cuộc.